# Pedro Pablo Barnola
Pedro Pablo Barnola Duxans, S.J. (Caracas, 28 de junio de 1908 - Caracas, 12 de enero de 1986) fue un sacerdote jesuita, educador y ensayista venezolano. Se desempeñó como segundo rector de la Universidad Católica Andrés Bello (1954-1958). En 1974 recibió el Premio Nacional de Literatura por su libro Afirmaciones de cultura (1973). Fue también el primer venezolano en ingresar a la Compañía de Jesús tras su restablecimiento en el país en 1916.

## Biografía

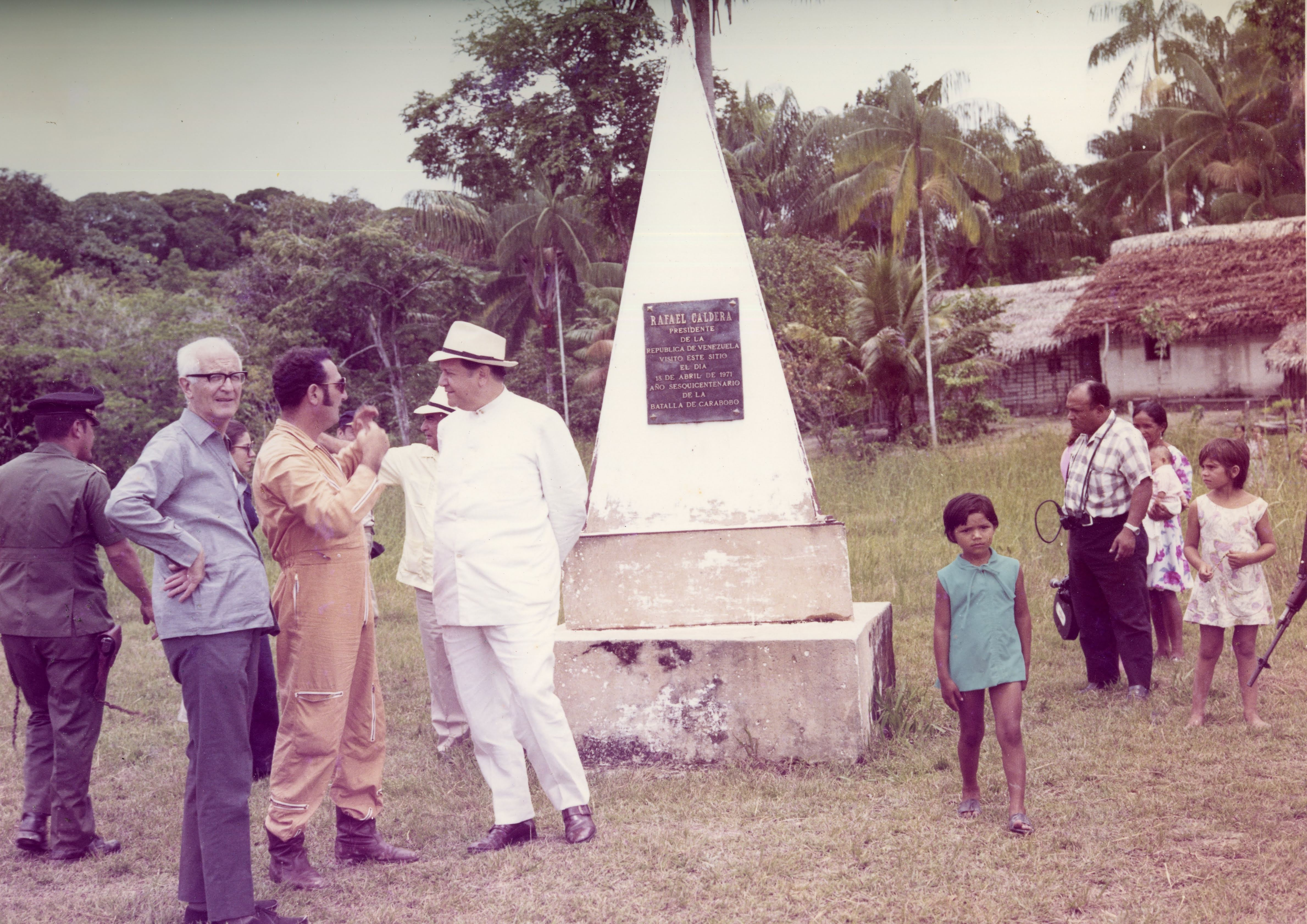
El padre Barnola acompañando al entonces presidente Rafael Caldera, en una visita a la Piedra del Cocuy, Amazonas, en la frontera Venezuela-Brasil, 1971.

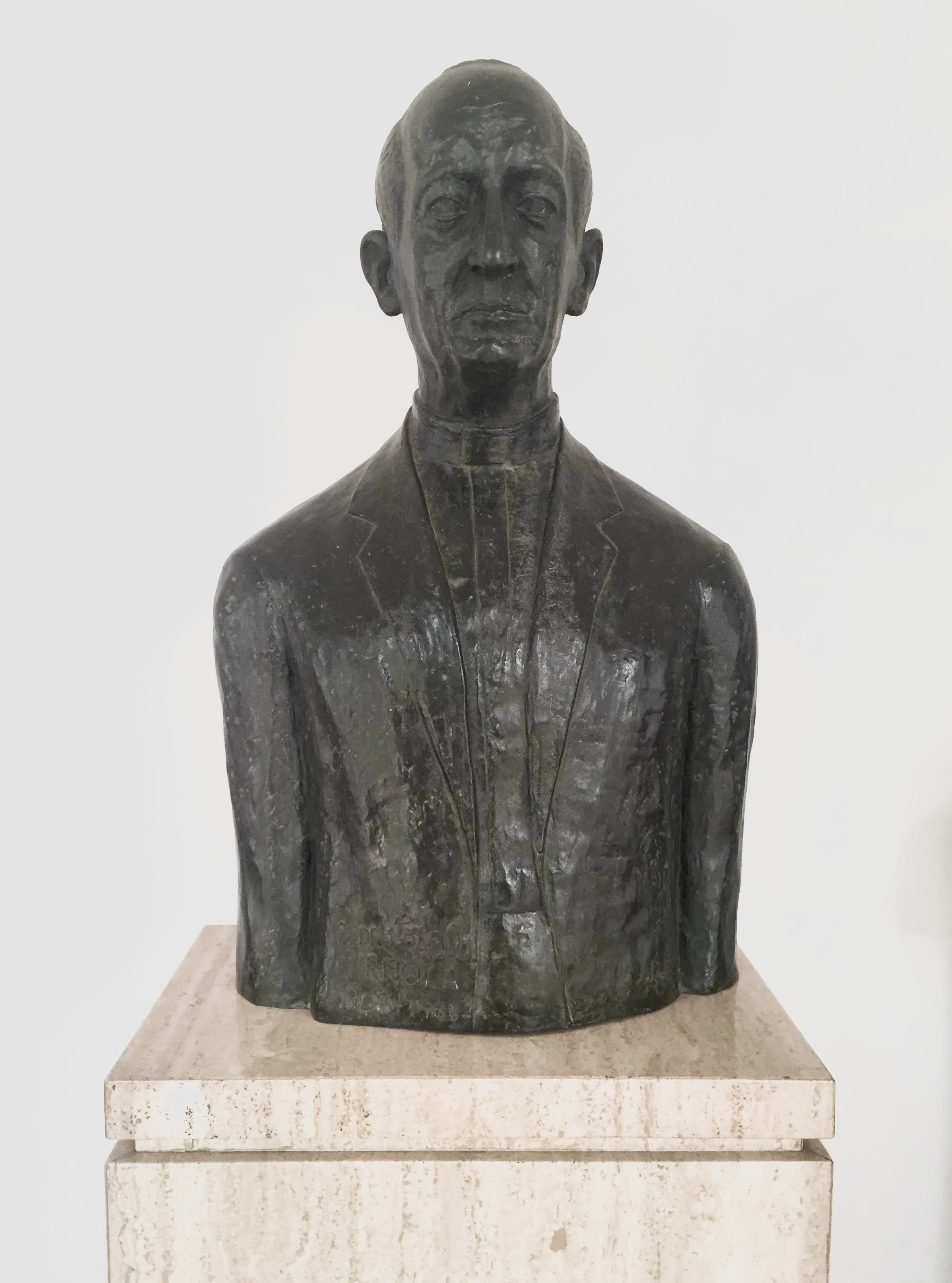
Busto de Barnola en el Palacio de las Academias.

Fueron sus padres Pedro Barnola y Antonia Duxans. Realizó sus estudios básicos en el Colegio San Ignacio de Caracas, siendo uno de sus primeros alumnos. Completó su formación en España, en el Colegio de Loyola y el Colegio Universitario de Oña, ambos en Burgos. Prosiguió sus estudios superiores en Bélgica, en la Universidad Católica de Lovaina, donde obtuvo el doctorado en Filosofía en 1932.
En 1933 se incorporó al cuerpo docente del Colegio San Ignacio, donde permaneció hasta 1935. Ese año viajó a California, Estados Unidos, para cursar estudios en Derecho Canónico, Teología Dogmática y Sagradas Escrituras en el Alma College de la Universidad de Santa Clara. Fue ordenado sacerdote en 1938.
A su regreso a Venezuela en 1940, impartió clases de literatura e historia en el Colegio San Ignacio durante doce años. Entre 1948 y 1953 fue director de la revista Sic,  y ejerció igualmente como rector de la Iglesia de San Francisco, en el centro de Caracas. En 1952 ingresó como individuo de número a la Academia Venezolana de la Lengua, ocupando el sillón letra «B». Su discurso de incorporación versó sobre la presencia de Andrés Bello en los escritos de Marcelino Menéndez Pelayo.
Asimismo perteneció a la Sociedad Bolivariana y presidió el Colegio de Humanistas de Venezuela. 
Para octubre de 1954 obtuvo el doctorado en Filosofía y Letras en la Universidad Javeriana de Bogotá, con la tesis titulada: Eduardo Blanco, creador de la novela venezolana, dedicada al análisis de la obra Zárate. Ese mismo año, con la segunda serie de sus Estudios crítico-literarios (1953) alcanzó el Premio Municipal de Prosa del Distrito Federal.
En 1957, durante los últimos meses de la dictadura de Marcos Pérez Jiménez, fue detenido brevemente por la Seguridad Nacional y luego obligado a estar lejos de la ciudad capital, refugiándose en Barquisimeto.
Su actividad intelectual incluyó la participación en la comisión asesora para la edición de las Obras completas de Rafael María Baralt, y también en la edición de las obras de Andrés Bello, escribiendo el prólogo del segundo tomo. Fue colaborador del diario La Religión y fundó la revista Edasi. Publicó numerosos artículos de historia y crítica literaria, y mantuvo la columna «Noto y anoto» en el diario El Nacional. Además, fue el compilador de antologías como Poesía sucrense (1970) y Las cien mejores poesías líricas venezolanas (1976).
Fue director de la Academia Venezolana de la Lengua entre 1967 y 1975. En noviembre de 1972 organizó y presidió el VI Congreso Internacional de Academias de la Lengua, originalmente previsto en El Salvador, pero que fue trasladado a Caracas debido a la situación interna en ese país. En 1974 fue condecorado con la Orden de Alfonso X el Sabio.

## Obra

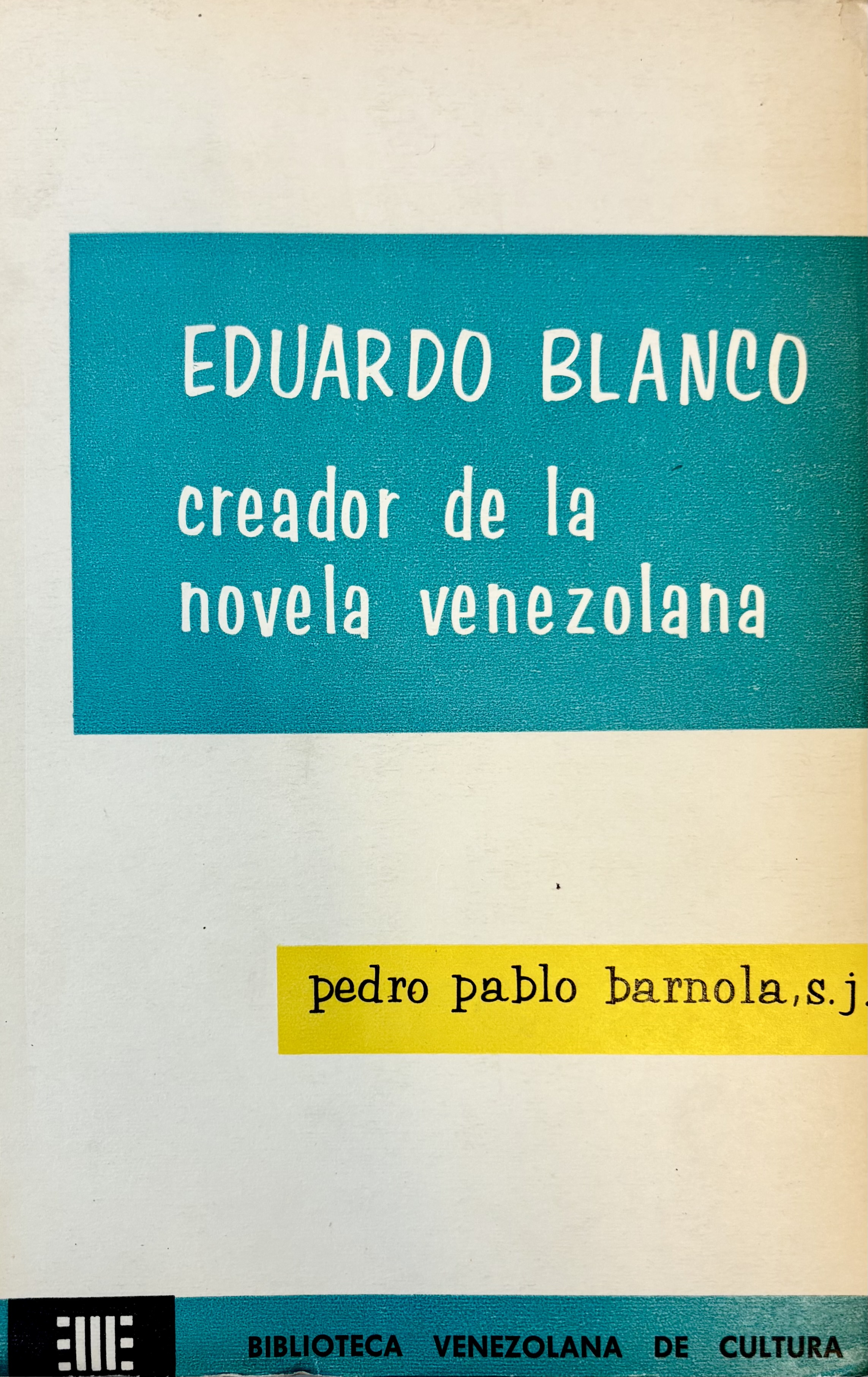
Portada de la tesis doctoral de Barnola consagrada a Eduardo Blanco y reeditada en Venezuela por la Biblioteca Venezolana de Cultura en 1963.

- La Santa Sede y las naciones hispanoamericanas (1935)
- Estudios crítico-literarios (1945)
- La Santísima Virgen y Venezuela (1949)
- Estudios crítico-literarios. 2a serie (1953)
- Raíz y sustancia de la civilización latinoamericana (1953)
- El bellísimo que necesitamos (1957)
- La poesía de Bello en sus borradores (1962)
- Eduardo Blanco, creador de la novela venezolana: estudio crítico de su novela «Zárate» (1963)
- Silvas americanas de Andrés Bello: estudio crítico (1965)
- Apropósitos (1965)
- Tres conmemoraciones merideñas (1966)
- Alto relieve de la literatura venezolana (1970)
- Al encuentro de Bolívar (1970)
- Estudios sobre Bello (1970)
- Estudios crítico-literarios. 3a serie (1971)
- El triunfo de la generosidad (1971)
- Afirmaciones de cultura (1973)
- Entonces dije (1979)
- Senderos de patria (1979)
- Tiempo logrado (1981)
- Otras páginas (1982)
- Supieron ser (1983)
- Postigos al pasado: letras (1984)
- Noto y anoto. Los primeros 40 (1985)